# Hemiceras unimacula
Hemiceras unimacula är en fjärilsart som beskrevs av Dyar 1908. Hemiceras unimacula ingår i släktet Hemiceras och familjen tandspinnare. Inga underarter finns listade i Catalogue of Life.